# Zonaria
Zonaria ist eine schwedische Melodic-Death-Metal-Band aus Umeå.

## Geschichte
Zonaria wurde 2001 ursprünglich von Simon Berglund, Christoffer Wikström und Mikael Hammarberg unter dem Namen Seal Precious gegründet. Anfangs spielten sie Power Metal, bei dem sie genretypisch „clean“ sangen. Als 2003 der zweite Gitarrist Emil Nyström der Band beitrat, änderten sie den Bandnamen in Zonaria. Zwei Jahre spielten sie vorrangig in einem kleinen Umkreis um ihren Heimatort, bis sie 2005 ihr erstes Demo-Album Evolution Overdose aufnahmen. Nach der Veröffentlichung wechselte die Band Teile der Besetzung und nahm Emanuel „Cebbe“ Isaksson als Drummer und Jerry Ekman als Bassisten auf. Durch die veröffentlichte Demo wurde das Plattenlabel Pivotal Rockordings auf sie aufmerksam, es kam jedoch nicht zu einem Vertragsabschluss.
Im November 2006 unterzeichnete Zonaria einen Plattenvertrag bei Pivotal Rockordings. Kurz nach der Unterzeichnung arbeiteten sie mit Mitgliedern von Scar Symmetry an ihrem Debütalbum, das 2007 veröffentlicht wurde. Nach dem Wechsel des Bassisten von Jerry Ekman zu Markus Åkebo nahmen sie das Video zur ersten Single The Armageddon Anthem auf. Im Vorprogramm von Pain, Marduk, Satyricon, Vader und Grave in den Jahren 2007 bis 2009 wurde Zonaria auch über Schweden hinaus in Europa bekannt.
2008 unterzeichnete die Band bei dem Label Century Media, um im selben Jahr im Studio Fredman ihr zweites Album aufzunehmen.

## Diskografie

### Demos und Singles
- Illusionary Games (2002)
- Evolution Overdose (20. Mai 2005)
- Rendered in Vain (1. Juni 2006, Swedmetal Records)

### Alben
- Infamy and the Breed (4. September 2007, Pivotal Rockordings)
- The Cancer Empire (24. Oktober 2008, Century Media)
- Arrival of the Red Sun (23. Juli 2012, Listenable Records)